# Kiyoshi Mutō
Kiyoshi Mutō (武藤 清, Mutō Kiyoshi, Toride, Ibaraki, 29 de janeiro de 1903 — 12 de março de 1989) foi um arquiteto japonês.
É considerado o "pai dos arranha-céus japoneses" por suas contribuições à engenharia sísmica

## Obras

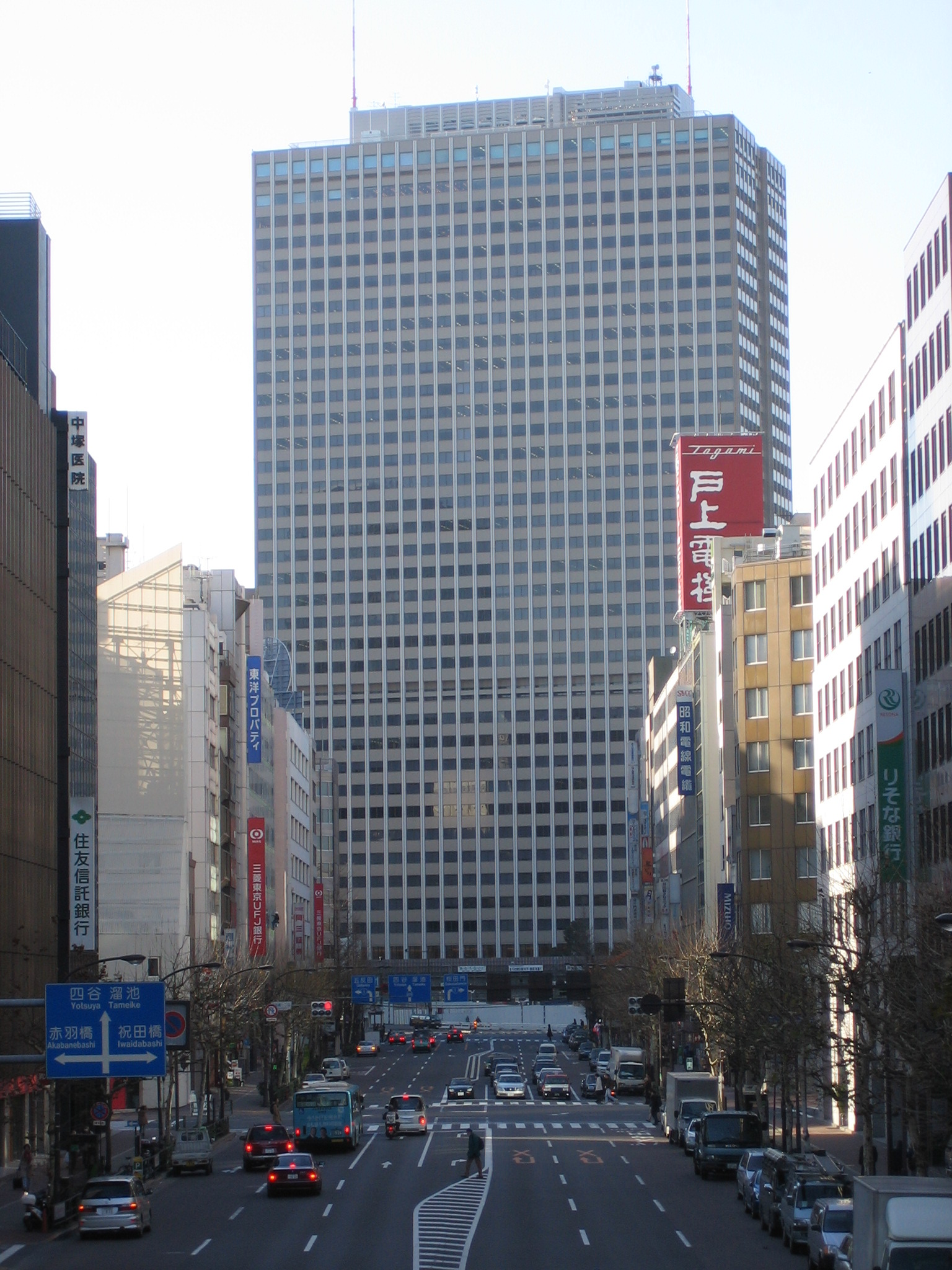
Edifício Kasumigaseki (Tóquio)

- Edifício Kasumigaseki (1967)